# Clayton Vette
Clayton Vette (nacido en Waverly (Iowa); 5 de septiembre de 1988) es un baloncestista estadounidense que pertenece a la plantilla del Okapi Aalstar de la PBL. Con 2,03 metros de estatura, juega en la posición de ala-pívot.

## Trayectoria deportiva
Vette es un jugador formado a caballo entre las universidades de Iowa State Cyclones en el que jugó durante la temporada 2007–2008 y Winona State Warriors en el que jugaría durante cuatro temporadas (2009–2013). Tras no ser drafteado en 2013, debutaría como profesional en las filas del Antwerp Giants en la PBL. 
En la temporada 2014-2015, Vette se marcha a la República Checa para jugar en las filas del Sluneta Ústí nad Labem.
La siguiente temporada disputaría la liga húngara con SZTE-Szedeák. 
Después de abandonar Hungría jugaría en Holanda durante las siguientes 3 temporadas, disputando la primera de ellas con Landstede Basketbal y las dos siguientes con ZZ Leiden, convirtiéndose en uno de los jugadores más destacados de la Dutch Basketball League. 
En la temporada 2018-19, ganaría la Copa de baloncesto de los Países Bajos con ZZ Leiden.
El 3 de junio de 2019, se hace oficial su regreso a Bélgica para fichar por el Okapi Aalstar de la PBL.